# Nieuwe Veer

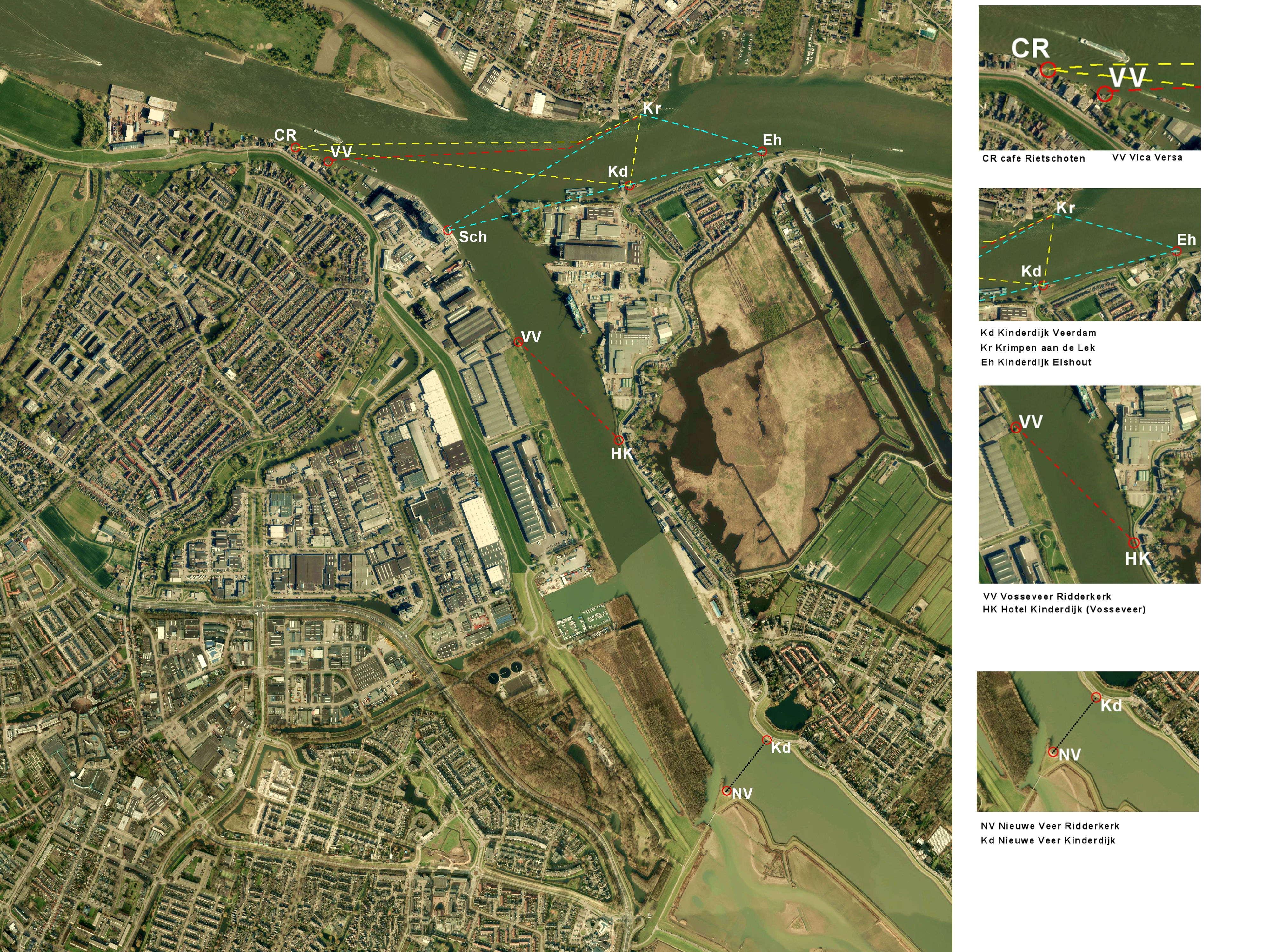
Overzicht routes veren Ridderkerk

Het Nieuwe Veer, ook wel het Vosseveer genoemd, was een veerdienst tussen de Nederlandse plaatsen  Ridderkerk en Kinderdijk (Alblasserdam). De dienst voor wagens werd onderhouden tussen 1785 en 1942, daarna werd de verbinding tot 1972 voortgezet als voetveer.

## Historie

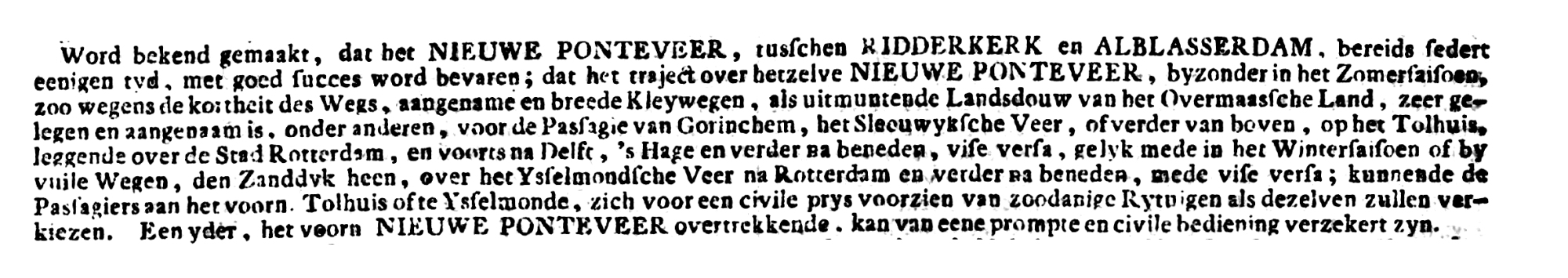
Advertentie Het Nieuwe Veer, Rotterdamse courant (13 augustus 1785)

Vanaf 1529 was er een voetveer tussen Ridderkerk (bij de korenmolen aan de Molendijk en later bij de Oostendam) en Alblasserdam bij Huis te Kinderdijk.
Van 1751 t/m 1754 werd het veer verhuurd aan Jan van der Kuijl voor 10 gulden per jaar.
In 1783 besloten de Ambachtsheren van Alblasserdam en Ridderkerk, Paulus Boogaert (1703 - 1789) en
Cornelis Groeninx Zoelen (1740 - 1791) om het bestaande overzetveer te moderniseren.
In 1785 verkregen ze toestemming van de Staten van Holland en West-Friesland, er werd
bij de Rijzenwaal aan de westzijde van de Kinderdijk grond aangekocht en een veerstoep aangelegd.
Aan de Ridderkerkse zijde liet Groeninx van Zoelen op zijn uiterwaard naast de monding van de Ridderkerkse haven een toegangsweg en een veerstoep maken.
In augustus 1785 werd er geadverteerd voor 'Het Nieuwe Veer' o.a in de Rotterdamsche Courant, de oprechte Donderdagse
Haarlemsche Courant en de Leydsche Courant.
Het veerrecht werd verpacht aan veerman Cornelis van Nederveen (1758 - ?), vanaf 1814 was Nicolaas Tuk (1776 - 1824) veerman. Na zijn overlijden zette Arie Herwig (1804 - 1880) het veer voort.

In 1862 was Willem Vos de eerste pachter van de familie Vos, achtereenvolgens Gerardus (Rotterdam, 18 september 1857 - Alblasserdam, 7 maart 1924),
Hendrikus (Alblasserdam, 21 maart 1885 - Alblasserdam, 11 november 1972), en ten slotte zijn neef Jan Vos. In die tijd (ca. 1870) ontstond ook de naam Vosseveer.
De veerboot was een kabelpont die werd aangedreven door een lier op de wal, later werd een langszij gelegen klein stoomschroefschip
gebruikt die de pont naar de overzijde bracht.
Vanaf 1878 werd door Stoomboot-Reederij Fop Smit & Co een veerdienst tussen Rotterdam en Dordrecht onderhouden die ook bij het Nieuwe Veer
een tussenstop maakte, deze halteplaats werd in 1903 verplaatst naar Hendrik-Ido-Ambacht.
14 november 1939 werd de brug over de Noord bij Alblasserdam geopend en was de exploitatie van het pontveer niet langer kostendekkend. Nog enige tijd werd een kleine pont de Pico Groeninx in dienst gehouden. In 1940 werd het pontveer vervangen door een voetveer.
3 augustus 1942 werd het voetveer verplaatst naar de Veerweg bij het Watertorenterrein in Slikkerveer.
Het veer voer vanaf Slikkerveer naar de West Kinderdijk naar het steiger dat lag bij Hotel Kinderdijk.
Het veer werd o.a. bedreven met de Neeltje Jorina (18,55 x 4,97 m.), in 1956 gebouwd als Heen en Weer I op scheepswerf vd Molen te Zaandam,
het schip was vernoemd naar de moeder van Jan Vos Neeltje Jorina de Wit.
Op 1 juli 1973 werd het Vosseveer beëindigd wegens grote exploitatietekorten.

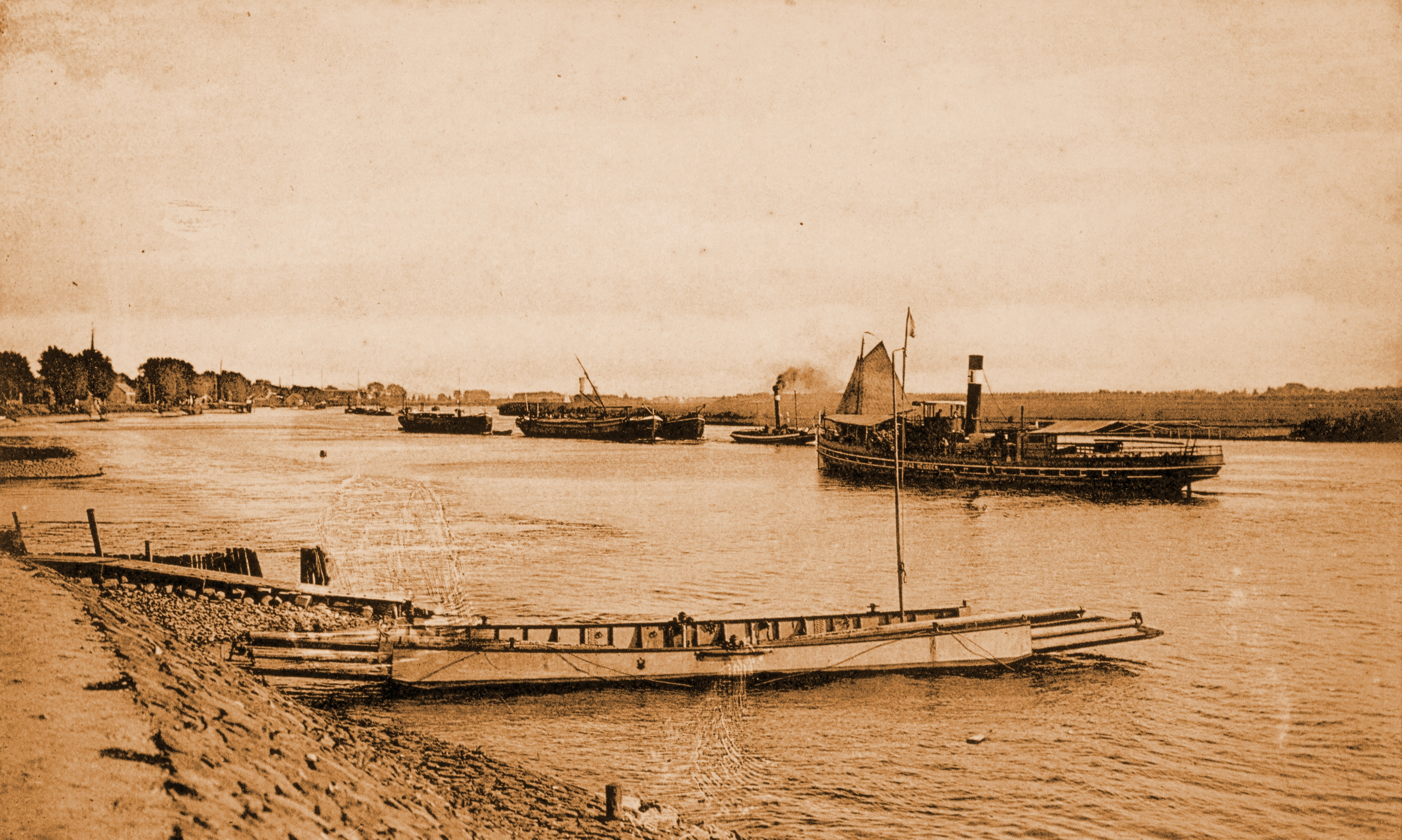
Kabelpont Nieuwe Veer Kinderdijk, 1880
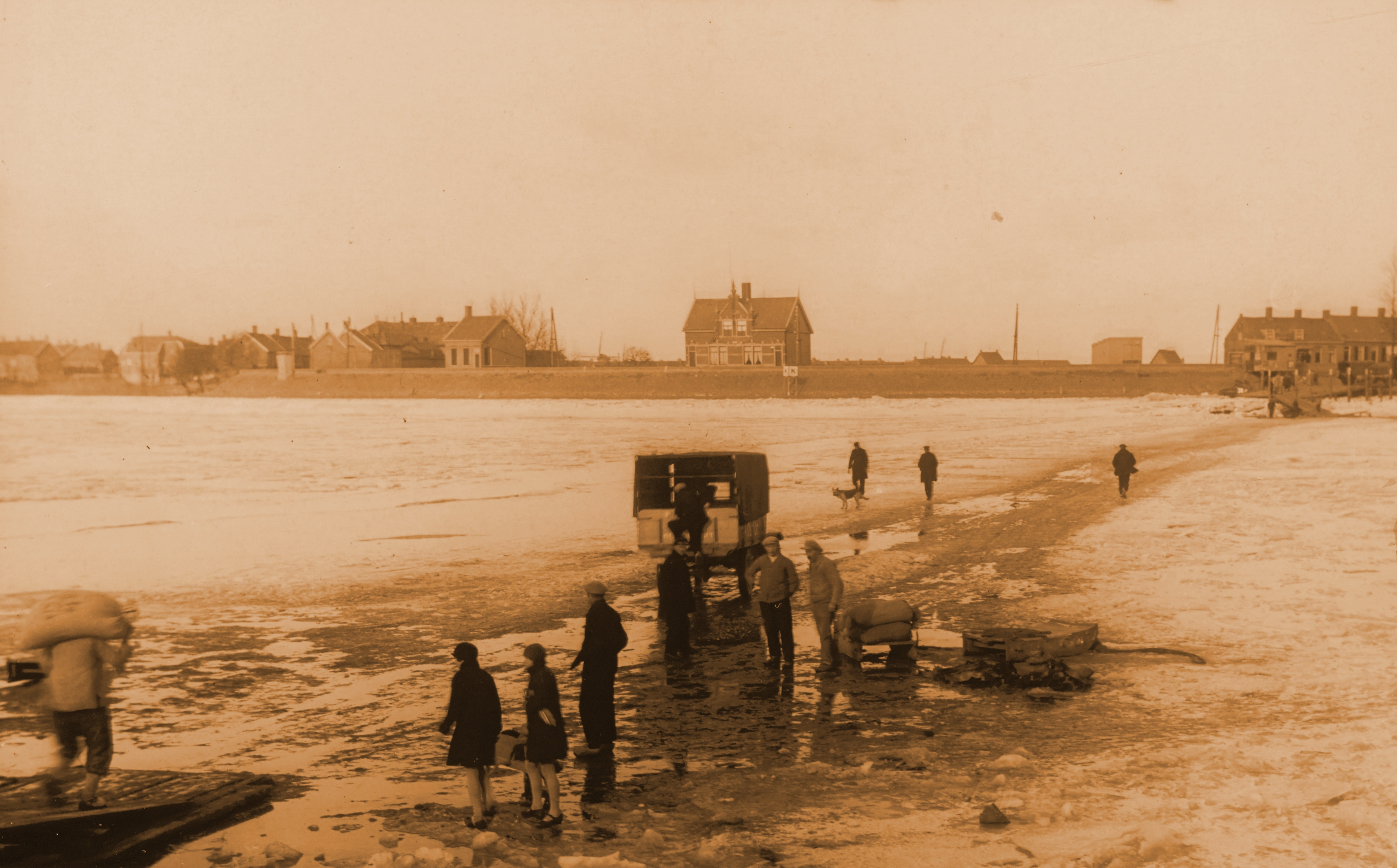
Het Nieuwe Veer Ridderkerk, de Noord dichtgevroren winter 1929
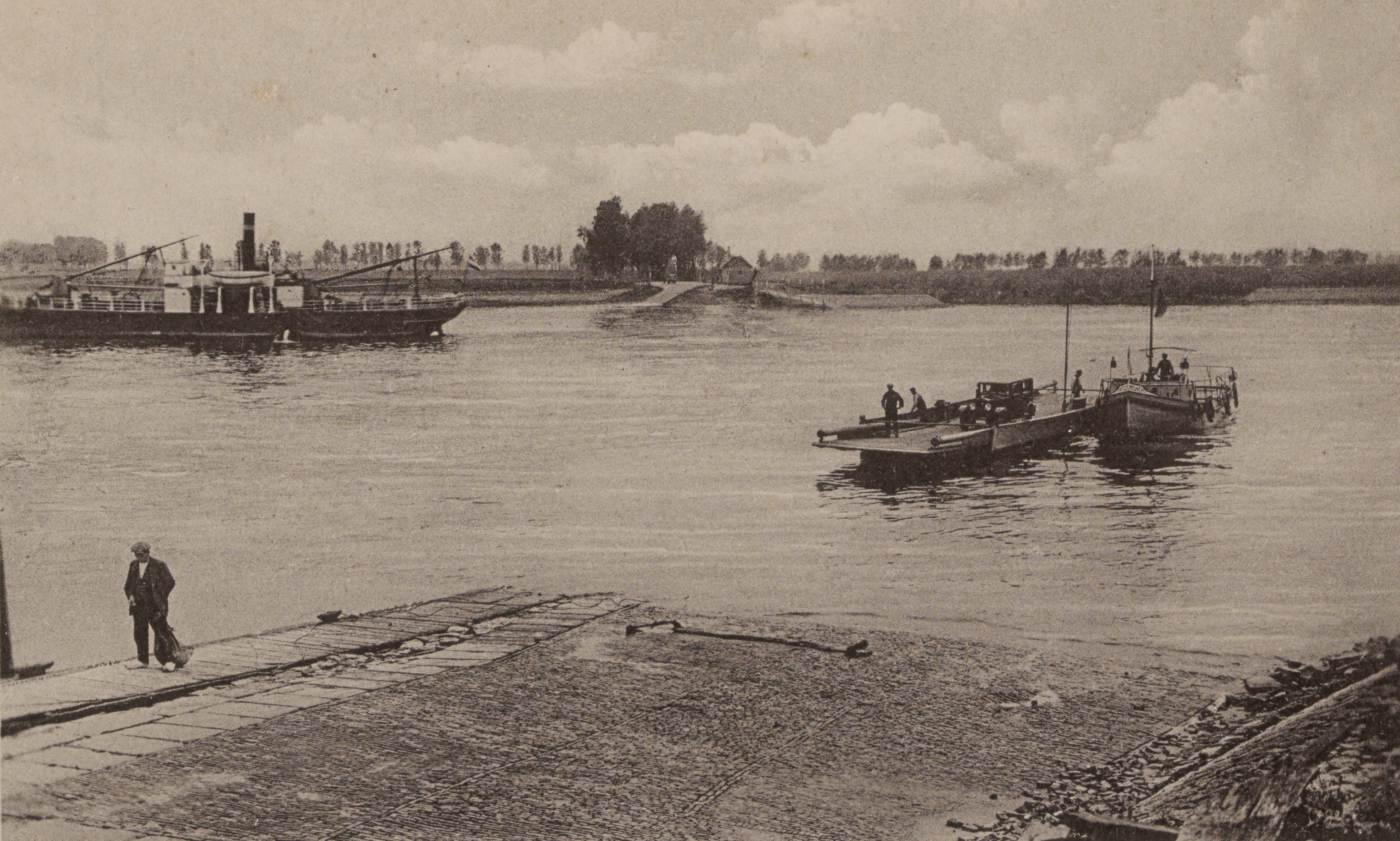
Kabelpont Nieuwe Veer Kinderdijk voortbewogen door motorschip, 1930
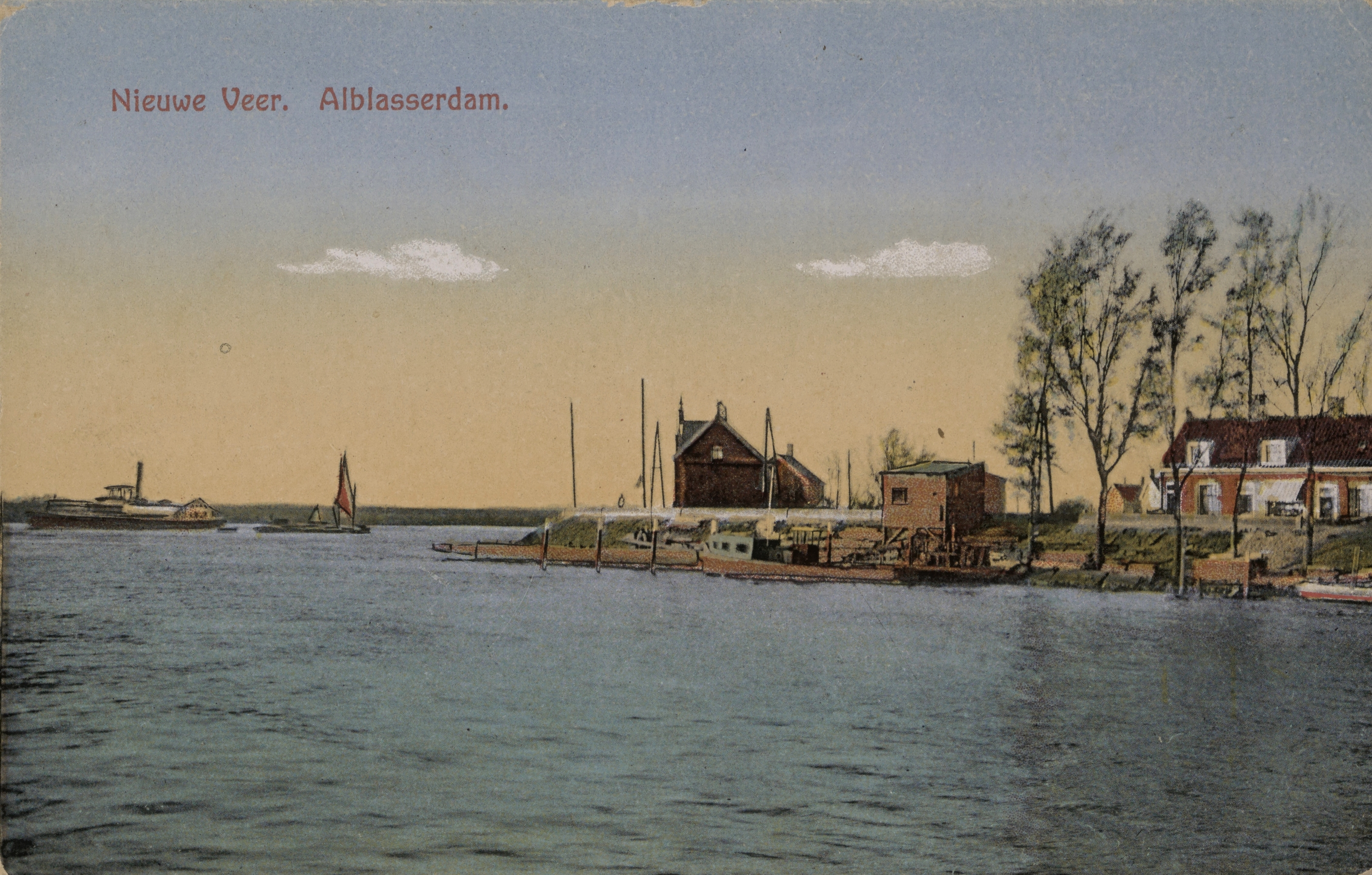
Overzetveer Alblasserdam - Ridderkerk nabij het Rijzenwiel West Kinderdijk 1924
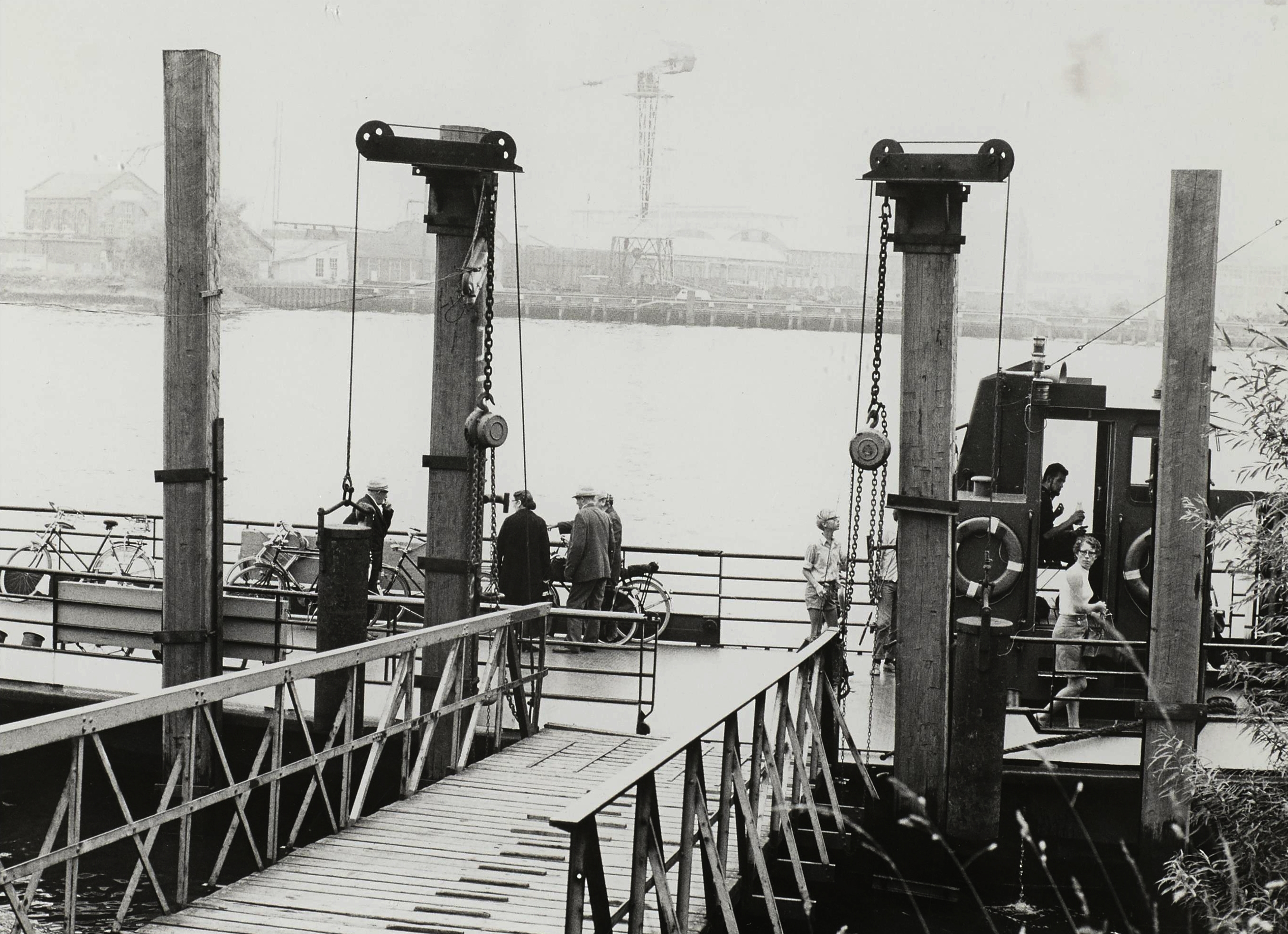
Overzetveer naar kinderdijk aan de veerweg in Slikkerveer
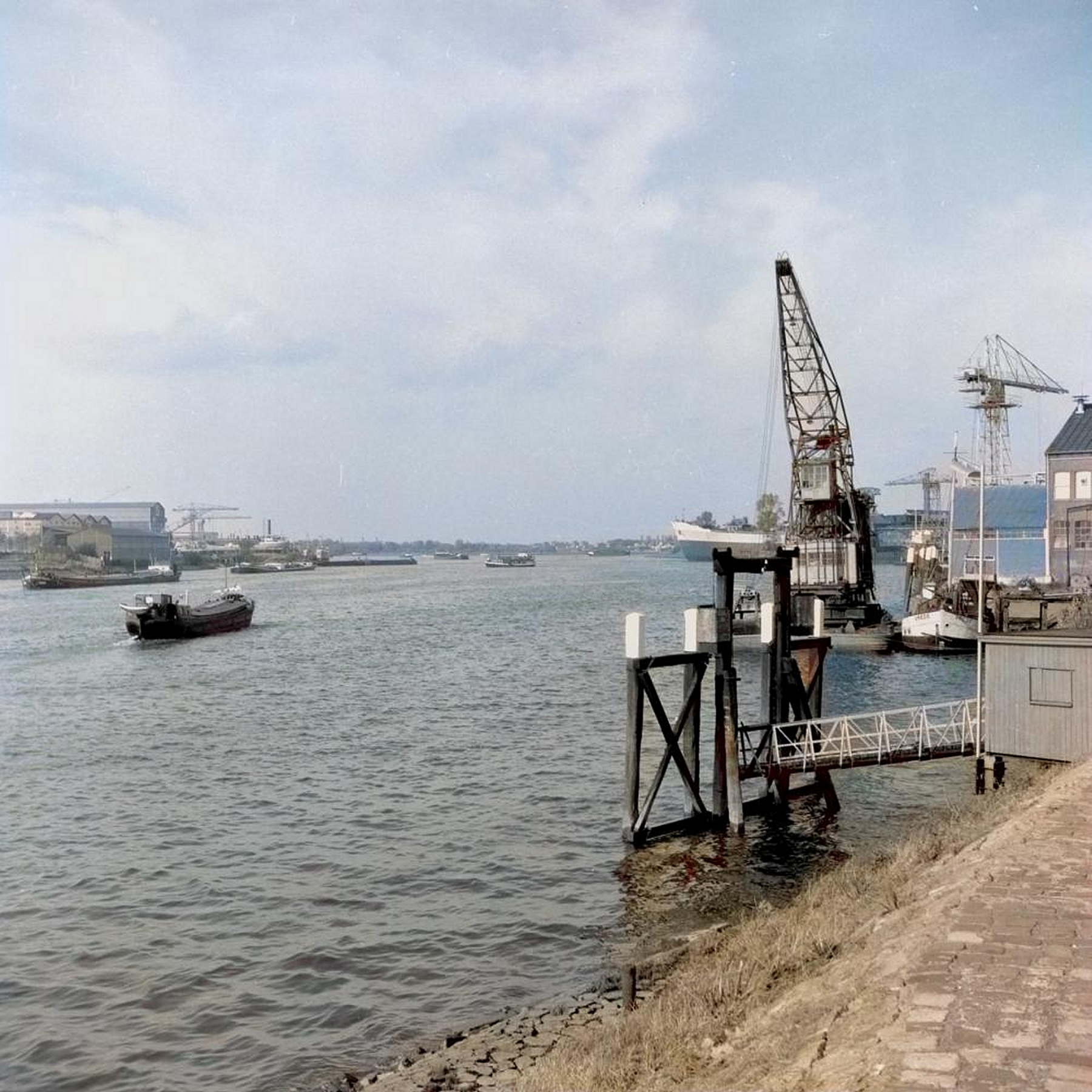
Steiger Vosseveer bij Hotel Kinderdijk
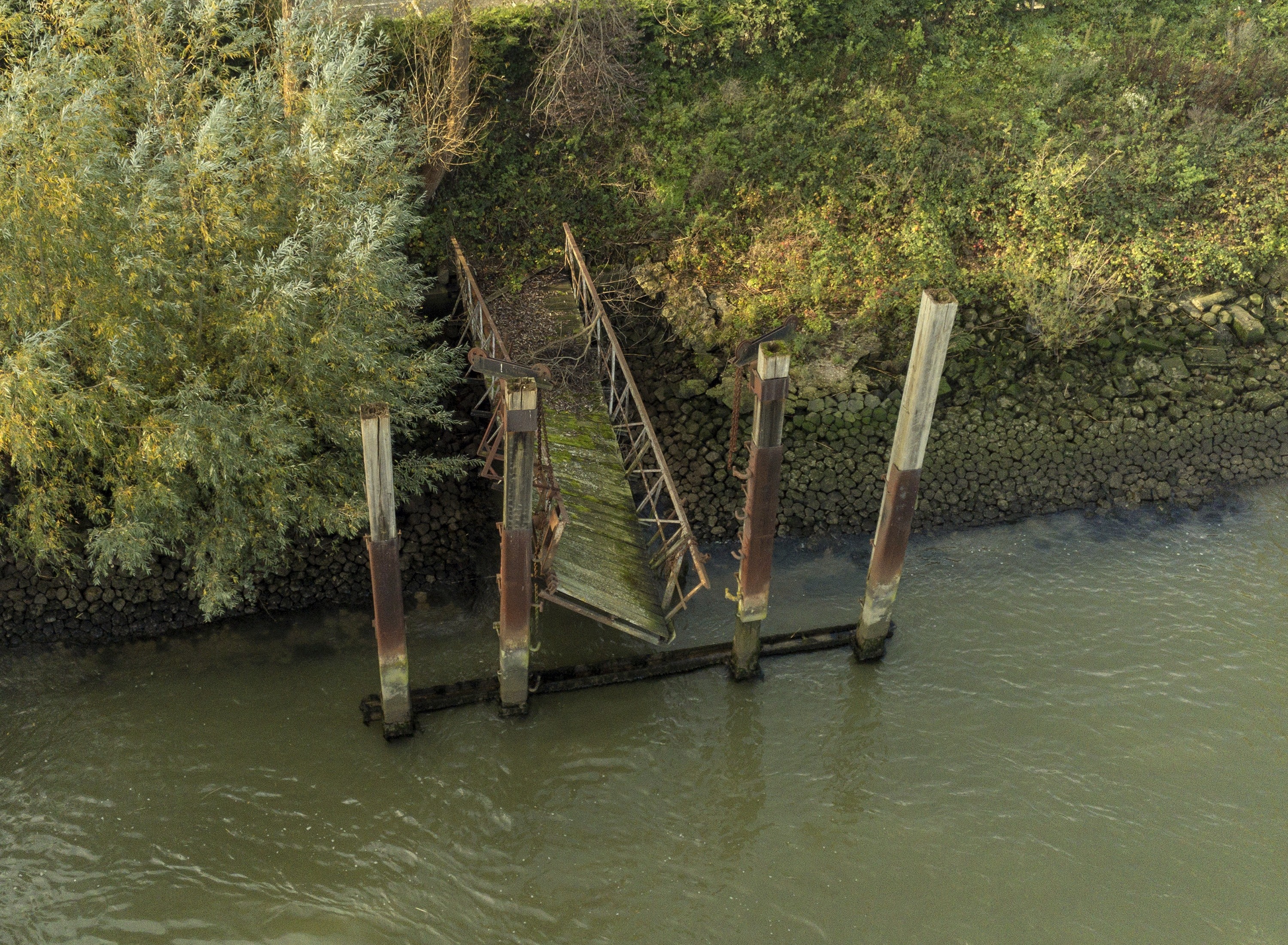
Aanlegsteiger in 2019, in 2020 gesloopt.